# Monolepta fissicollis
Monolepta fissicollis is een keversoort uit de familie bladkevers (Chrysomelidae). De wetenschappelijke naam van de soort werd in 1931 gepubliceerd door Laboissiere.